# 立山黑部阿爾卑斯山脈路線

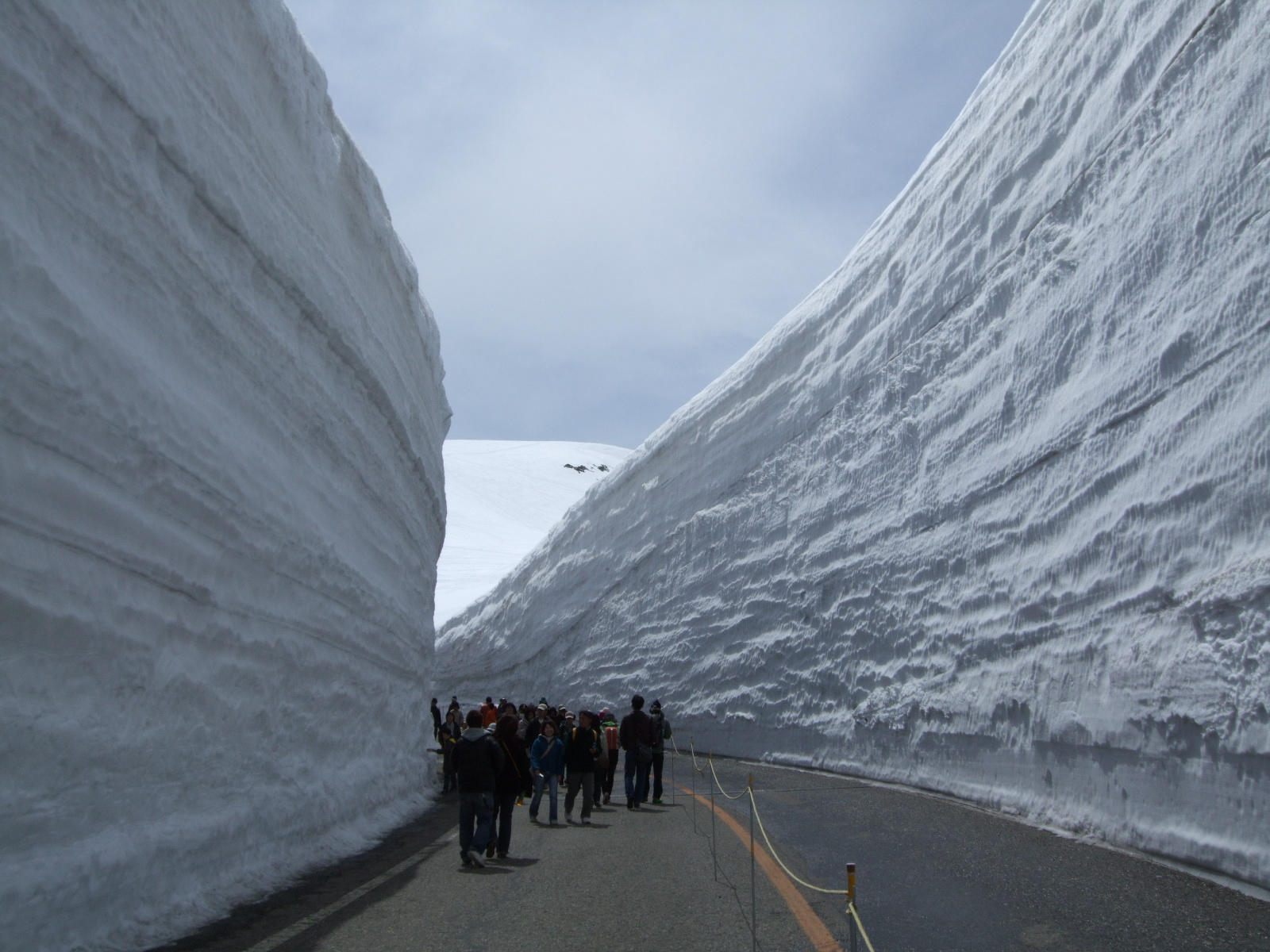
立山黑部阿尔卑斯山脉路线

立山黑部阿爾卑斯山脈路線（日语：立山黒部アルペンルート）是一條連接富山縣中新川郡立山町立山站和長野縣大町市扇澤站的道路，也是一條山岳觀光路線，開通於1971年6月1日。這一路線的最大高低差達1,975米，使用包括了鐵路運輸、地面缆车、公共汽車、無軌電車和架空索道等多種交通方式接駁而成。全區間均位於中部山岳國立公園內。在每年4月中旬至11月中旬開通。立山黑部阿爾卑斯山脈路線最早是為搬運黑部水庫的建材而修建，水庫竣工後開放給一般遊客參觀。

## 外部連結
- 立山黒部アルペンルートオフィシャルガイド （页面存档备份，存于）
- 立山黒部貫光株式会社 （页面存档备份，存于）